# Линдстрём, Туя
Туя Лидия Элизабет Линдстрём (фин. Tuija Lydia Elisabeth Lindström; 5 мая 1950 — 26 декабря 2017) — шведский фотограф.

## Биография
Родилась в Финляндии. Жила в Хельсинки. В 1975 году переехала в Стокгольм. Начала изучать фотоискусство в Колледже фотографии. Окончила Высшую школу искусств в Стокгольме (1984). В 1990-е годы стала известной после серии фотографий Женщины в Бычьем пруду (швед. Kvinnorna vid Tjursjön), которые были восприняты в феминистском контексте . С 1992 по 2002 преподавала в Школе кино- и фотоискусства Гётеборгского университета, где стала первой женщиной-профессором фотографии в Швеции. Жила на острове Эланд.

## Выставки
Репрезентативные выставки работ Линдстрём проходили в Музее современного искусства в Стокгольме, Художественном музее Хьюстона, Национальном музее фотографии в Хельсинки.

## Альбомы и каталоги
- Tuija Lindström. Stockholm: ETC Förlag, 1989
- Tuija Lindström: look at us/ Niclas Östlind, Lollo Fogelström, eds. Stockholm: Liljevalchs konsthall, 2004 (каталог выставки 2004 г.)

## Признание
Премия Музея современного искусства лучшему молодому фотографу года (1982) и др. награды.